# Heteroplectron yamaguchii
Heteroplectron yamaguchii är en nattsländeart som beskrevs av Tsuda 1942. Heteroplectron yamaguchii ingår i släktet Heteroplectron och familjen Calamoceratidae. Inga underarter finns listade i Catalogue of Life.